# Мацафаро (Казерта)
Мацафаро је насеље у Италији у округу Казерта, региону Кампанија.
Према процени из 2011. у насељу је живело 105 становника. Насеље се налази на надморској висини од 4 м.